# Collectif Mwasi
Le Collectif Mwasi, créé en 2014, est une association afroféministe basée à Paris visant à créer une critique multiple du système capitaliste. En s'attachant aux principes du féminisme, les membres du collectif souhaitent créer un afroféminisme français tout en s'inspirant des différentes théories et idéologies afroféministes américaines.
Notamment connu pour l'organisation du festival Nyansapo à Paris en 2017, le choix de la non-mixité raciale ainsi que l'organisation dans des locaux appartenant à une collectivité publique (la mairie de Paris) a soulevé de nombreuses critiques de la part d'organisations antiracistes et de personnalités politiques.

## Objectifs
Signifiant « femme » en lingala, Mwasi, créé en 2014, est un collectif créé à Paris en réaction aux violences sexuelles en République démocratique du Congo. Constitué de femmes noires, Mwasi a pour but de réaliser une « critique intersectionnelle du système capitaliste, hétéropatriarcal et raciste ». Dans ce cadre, le collectif organise des événements portant à la fois sur les causes politiques et LGBT, des débats liés à l'immigration et à la décolonisation et aux luttes afroféministes contre le sexisme, le patriarcat et le racisme.
Prônant une auto-émancipation des femmes issues de l'immigration africaine, le collectif entend proposer un afroféminisme français tout en utilisant des concepts développés à l'étranger tel que le Black feminism américain. S'inspirant des analyses proposées par le féminisme postcolonial, il milite en faveur d'un féminisme antiraciste ou décolonial.

## Prises de positions
Le collectif Mwasi prône la non-mixité de genre et « de race », ce qui suscite de nombreuses critiques de la part de féministes l'accusant de communautarisme. Selon Fatima Benomar, cependant, les espaces de non-mixité ne sont pas synonyme d’une hostilité envers les hommes, mais doivent permettre aux femmes de s’émanciper et de mettre en avant la vision et les luttes de femmes noires, qui ne se reconnaissent plus dans des organisations telles que Osez le féminisme ! ou Chiennes de garde dont, selon elles, les luttes ne sont pas compatibles et ont d'autres priorités que les femmes issues des minorités ethnico-raciales de France .
Le collectif a décidé de ne pas s'allier à des organisations antiracistes telles que la LICRA ou encore SOS Racisme dont - selon lui - l'antiracisme est « affranchi des rapports de domination et de pouvoir ».

## Controverses
De nombreuses controverses ont été lancées contre l'application de la non-mixité de genre et de race, l'un des principes de base de l'association.

### Festival Nyansapo
Organisé du 28 au 30 juillet 2017, le festival Nyansapo s'est tenu dans le 11e arrondissement de Paris et réservait certains ateliers aux femmes noires,. Une polémique est alors lancé notamment par le site d'extrême droite Fdesouche et des hommes politiques tels que Wallerand de Saint-Just voyant une illustration d'un racisme antiblanc,. La maire de Paris Anne Hidalgo a indiqué la saisie de la préfecture de police en raison d'un événement discriminatoire dans des locaux de la ville de Paris, La Générale. La LICRA et SOS Racisme ont également critiqué le festival comme étant un « repli identitaire »,.
Anne Hidalgo a ensuite indiqué sur son compte twitter qu'une solution avait été trouvée,. En effet, les ateliers se faisant dans des locaux privés, l'association a pu continuer l'organisation de son festival.

### Diffusion du filmBlack Panther
Après la sortie en salle de Black Panther, premier film de super-héros Marvel d'origine africaine, l'association a organisé une projection « en non mixité pour les personnes noires quel que soit le genre » le 17 février 2018. Face à une nouvelle application de la non-mixité raciale qui pour cette fois-ci se fait dans un cadre récréatif, la LICRA a saisi le Premier ministre, le Défenseur des droits et le réseau MK2 pour annuler cette projection. Annoncée comme annulée, la séance et le débat ont bien eu lieu dans un autre lieu selon un communiqué de l'association.

## Dans la littérature
Dans Ah Sissi, il faut souffrir pour être française !, l'écrivaine franco-camerounaise Jo Güstin, brocarde, par la voix de sa narratrice Sissi, la considération différente dont sont entourés des mouvements anti-racistes selon la couleur de peau de leurs dirigeants : 

« Hey, on est en France, ici ! Pays où les plus grosses associations antiracistes sont gérées par des blancs ! Pays où l’Institut du Monde Arabe est dirigé par un blanc ! Pays où l’on nomme une blanche, aussi béninoise qu’elle se croit, pour décider des conditions de restitution du patrimoine volé au continent africain ! Pays où c’est aux blancs de décider que « bamboula » est un terme affectueux, et « blanc », une insulte ; que la Licra est antiraciste et le collectif Mwasi, raciste. »